# グスタフ・カールス
グスタフ・カールス (Gustav Kars, 1913年 - 1995年）は、オーストリアの音楽学者。中華民国出身。

## 略歴
上海に生まれる。カルカッタでニュージーランド出身の女性医師と結婚し、1947年に、後にピアニストとして活躍することとなるジャン＝ロドルフを設けた。1948年には、インドを出てフランスに移住し、1953年にはパリに定住。パリでは私立のユダヤ人学校で働いたのち、ヴァンセンヌ大学センターの助手となり、パリ第8大学でも教鞭をとった。彼は非常に幅広い音楽文化の見識を持ち
 数多くの音楽学の研究 に参加した。

## 主要著書
- Encyclopédie des musiques sacrées, dirigée par Jacques Porte, éditions Labergerie, contribution (1971)
- Le Siècle de Bruckner, dirigé par Paul-Gilbert Langevin, La Revue musicale, contribution (1975)
- Anton Bruckner, apogée de la symphonie de Paul-Gilbert Langevin, contribution (1976)
- Réflexions sur la musique autrichienne, Cahiers universitaires d'information sur l'Autriche (1977)[5]
- Larousse de la musique, dirigé par Marc Vignal, éditions Larousse, contribution (1982)
- Spätlese, lebensernte eines Aussenseiters, essai bilingue allemand-français (1985)
- Das Bild des Juden in der deutschen Literatur des 18. und 19. Jahrhunderts, éditions Burg-Verlag, 1988 ISBN 3-922123-34-1